# Nekkar
Nekkar, eller Beta Bootis (β Bootis, förkortat beta Boo, β Bu) som är stjärnans Bayerbeteckning, är en stjärna i den norra delen av stjärnbilden Björnvaktaren. Den har en skenbar magnitud på 3,5  och är en av de ljusare medlemmarna i stjärnbilden. Baserat på parallaxmätningar befinner den sig på ett avstånd av cirka 225 ljusår (69 parsecs) från solen. På det avståndet är stjärnans magnitud reducerad med 0,06 genom skymning orsakad av mellanliggande gas och stoft.

## Nomenklatur
Stjärnans traditionella namn Nekkar eller Nakkar härrör från stjärnbildens arabiska namn Al Baḳḳār 'herdsmanen'. År 2016 organiserade den internationella astronomiska unionen en arbetsgrupp för stjärnnamn (WGSN)  med uppgift att katalogisera och standardisera egennamn för stjärnor. WGSN godkände namnet Nekkar för denna stjärna den 21 augusti 2016 och det är nu infört i IAU:s Catalog of Star Names.

## Egenskaper
Nekkar har en massa som är mer än tre gånger större än solens och en radie 21 gånger större än solens radie. (König et al. (2006) ger den 3,4 solmassor, medan Tetzlaff et al. (2011) listar en högre beräknad massa på 5,0 ± 1,5  solmassor och Takeda et al. (2008) anger den som 3,24  solmassor.) Vid den beräknade ålder 240–251 miljoner år har den utvecklats till en jättestjärna med spektraltyp G8 IIIa. Stjärnan utstrålar från dess yttre hölje 170–194 gånger så mycket strålning som solen vid en effektiv temperatur på 4 932 K. Denna värme ger den det gulfärgade skenet av en stjärna av spektraltyp G. Den har en uppskattad rotationsstid på cirka 200 dygn och dess axel lutar 28° ± 6° mot siktlinjen från jorden.
År 1993 användes Rosatsatelliten för att observera ett röntgenutbrott från Nekkar, som gav en utstrålning uppskattad till 1,7 x 1032 erg. Detta var den första sådan observation av en lågaktivitetsstjärna av detta slag. Utbrottet kan förklaras av en hittills okänd följeslagare, en dvärgstjärna av typ M. 